# NGC 3871
NGC 3871 (również IC 2959, PGC 36702 lub UGC 6744) – galaktyka spiralna (Sb), znajdująca się w gwiazdozbiorze Wielkiej Niedźwiedzicy. Odkrył ją John Herschel 3 kwietnia 1831 roku. Jest to galaktyka z aktywnym jądrem typu LINER.